# Đảng Dân chủ Trung Quốc
Đảng Dân chủ Trung Quốc (DPC; giản thể: 中国民主党; phồn thể: 中國民主黨; bính âm: Zhōngguó Mínzhǔ Dǎng) là một đảng chính trị ra đời ở Cộng hòa Nhân dân Trung Hoa và bị Đảng Cộng sản Trung Quốc (ĐCSTQ) cấm hoạt động. Lịch sử của Đảng Dân chủ Trung Quốc và ngày thành lập cũng không rõ ràng vì nó có nhiều thông tin lịch sử cũng như các nhóm khác nhau thành lập. Theo các hãng truyền thông phương Tây, Đảng này thường được công nhận đã ra đời vào năm 1998 bởi các nhà hoạt động dân chủ và cựu lãnh đạo các nhóm sinh viên trong sự kiện Thiên An Môn.

## Lịch sử

### Thành lập
Theo các hãng thông tấn, thời gian mà Đảng chính trị này thành lập sớm nhất được cho là vào ngày 25 tháng 6 năm 1998. Đảng này được cho là đã đi đăng ký hợp pháp vào ngày 28 tháng 6 khi Tổng thống Hoa Kỳ Bill Clinton sang thăm Trung Quốc. Wang Youcai, một trong những nhà hoạt động chính trị trong sự kiện Thiên An Môn cùng với Wang Donghai và Lin Hui đã đến Hội trường Dân sự Hàng Châu, tỉnh Chiết Giang để chính thức đăng ký thành lập đảng. Tuy nhiên, đăng ký này đã bị từ chối.

### Phản ứng củaĐảng Cộng sản Trung Quốc
Ngày hôm sau, 29 tháng 6, Wang đã bị cảnh sát trung ương bắt giữ tại nhà riêng. Ông bị buộc tội thành lập tổ chức chống đối chống lại chính phủ Trung Quốc. Phiên tòa xét xử ông được bắt đầu vào ngày 18 tháng 12 và vì ông không có luật sư bào chữa nên phiên tòa xét xử chỉ kéo dài trong vài giờ. Ông đã bị kết án 11 năm từ vào ngày 21 tháng 12 và 3 năm tước quyền chính trị vì tội lật đổ chính quyền. Khi ra tù, ông đã bị lưu đày vào năm 2004 dưới áp lực từ chính trị quốc tế, đặc biệt là Hoa Kỳ.
Cùng ngày, Xu Wenli, một đảng viên 55 tuổi cũng bị kết án 13 năm vì tội lật đổ đảng Cộng sản. Đến ngày 24 tháng 12 năm 2002, Xu đã bị trục xuất sang Mỹ với lý do được tạm tha để đi chữa bệnh.
Vào ngày 22 tháng 12, Qin Yongmin đã bị kết án 12 năm tù vì tội làm tổn hại đến chứng khoán nhà nước.
Lý Bằng, Chủ tịch Ủy ban Thường vụ Đại hội Đại biểu Nhân dân Toàn quốc vào thời điểm đó đã tuyên bố: "Nếu tổ chức được hoạt động nhằm phủ nhận sự lãnh đạo của Đảng Cộng sản, thì tổ chức đó sẽ không được phép tồn tại".
Đảng Cộng sản Trung Quốc tuyên bố Đảng Dân chủ Trung Quốc là một tổ chức bất hợp pháp, sau đó là một cuộc đàn áp những thành viên của tổ chức này ở Bắc Kinh vào năm 1998. Sau khi tuyên án vào ngày 23 tháng 12, Tòa án Nhân dân Tối cao đã tuyên bố, "bất kỳ ai cố ý xuất bản, in, sao chép hoặc phân phối tài liệu chứa thông tin kích động lật đổ chính quyền nhân dân và hệ thống xã hội chủ nghĩa hoặc chia rẽ đất nước" sẽ bị xét xử, kết tội. Những cáo buộc như vậy sẽ dẫn đến án chung thân đối với đạo diễn phim, nhà phát triển phần mềm máy tính, nhà văn và nghệ sĩ, nhân viên truyền thông và xuất bản, tất cả đều phải tuân theo chỉ thị.

### Hiện tại
Xu Wenli và Wang Youcai sau đó đã bị đày sang Hoa Kỳ lần lượt vào ngày 24 tháng 12 năm 2002 và ngày 4 tháng 3 năm 2004. Đến ngày 13 tháng 8 năm 2006, đại hội đầu tiên của Đảng Dân chủ Trung Quốc đã được diễn ra ở khách sạn Sheraton tại Flushing, Queens, New York, Hoa Kỳ. Ni Yu Xian, lãnh đạo phong trào dân chủ Trung Quốc, một trong những người sáng lập Đảng Dân chủ Trung Quốc và Đảng Tự do & Dân chủ Trung Quốc, đã chủ trì đại hội. Tham dự đại hội có sự góp mặt của 111 đại biểu từ các tỉnh, thành phố và khu tự trị của Trung Quốc. Đại hội đã thông qua Điều lệ Đảng, Cương lĩnh Đảng và một số nghị quyết quan trọng.
Một nền tảng dịch vụ để điều phối Đảng Dân chủ Trung Quốc cũng đã được thành lập bởi các thành viên của Đảng bao gồm các Đảng viên đang ở Trung Quốc, sinh viên nước ngoài và các Đảng viên lưu vong. Các thành viên có thể kể đến như Wang Youcai, Lin Hui, Chen Shuqing, Chen Zhiwei, Gao Yeju, Lv Gengsong, Xu Guang, Shan Chenfeng...